# Chiwa Saitō
Chiwa Saitō (斎藤 千和 Saitō Chiwa?,  Prefectura de Saitama, Japón, 12 de marzo de 1981) es una actriz de voz japonesa, afiliada a I'm Enterprise.
Algunos de sus roles más destacados incluyen el de Hitagi Senjōgahara en la serie Monogatari, Yona en Akatsuki no Yona, Homura Akemi en Puella Magi Madoka Magica, Riko Aida en Kuroko no Basket, Aoi Asahina en Danganronpa, Kokoa Shuzen en Rosario + Vampire, Jean Gunnhildr en Genshin Impact,  Hades - Puppet Master en Aether gazer entre otros.

## Filmografía

### Anime
- 07 Ghost - Kuroyuri

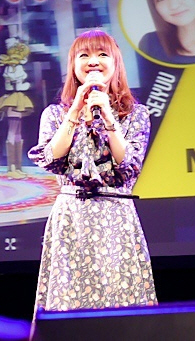
Chiwa Saito en 2011

- Akagami no Shirayukihime - Kiharu-Toguriru
- Akatsuki no Yona - Yona
- Aria - Aika S. Granzchesta
- Baccano! - Carol
- BlazBlue: Calamity Trigger - Taokaka
- BLOOD+ - Lulu
- Break blade - Erster Sigyn
- C³ - Shiraho Sakuramairi
- Dangan Ronpa - Aoi Asahina
- DearS - Neneko Izumi
- Desert Punk - Kosuna
- Fate/kaleid liner Prisma Illya - Chloe Von Einzbern
- Fune wo Amu - Remi Miyoshi
- Gakuen Alice - Sumire Shōda
- Ginban Kaleidoscope - Yōko Sakurano
- Girls Bravo - Kirie Kojima
- Gokujou Seitokai - Kaori Izumi
- Gugure! Kokkuri-san - Inugami (mujer)
- Kanokon - Akane Asahina
- Kobato. - Kohaku
- Kokoro Library - Kokoro
- Kuroko no Basket - Riko Aida
- Kyoukai Senjou no Horizon - Aoi Kimi
- Kyoukai Senjou no Horizon II - Aoi Kimi
- Last Exile - Lavie Head
- Lotte no Omocha! - Ingrid Sorveig Sorgríms
- Magical Girl Lyrical Nanoha ViVid - Nove Nakajima, Subaru Nakajima
- Mahō Sensei Negima! - Anya Cocolova y Motsu Aboshi
- Mahō Shōjo Lyrical Nanoha - Subaru Nakajima, Quattro y Nove
- Maria-sama ga Miteru - Mami Yamaguchi
- Midori no Hibi - Seiji Sawamura (de niño)
- Mitsudomoe - Sugisaki Miku
- Monogatari (series) - Hitagi Senjougahara
- Murder Princess - Yuna y Ana
- Nishi no Yoki Majo: Astraea Testament - Adele Roland
- Nobunagun - Geronimo
- One Piece - Chimney, Boa Sandersonia, Charlotte Flampe
- Infinite Stratos - Tatenashi Sarashiki
- Pani Poni Dash! - Rebecca Miyamoto
- Puella Magi Madoka Magica - Homura Akemi
- Magia Record - Homura Akemi
- Read or Die: The TV - Anita King
- Rosario + Vampire - Kokoa Shuzen
- Samurai 7 - Komachi
- Sasameki Koto - Miyako Taema
- Sayonara Zetsubō Sensei - Meru Otonashi (episodio 6)
- Seitokai Yakuindomo - Uomi
- Shining Tears X Wind - Mao y Houmei
- Strawberry Panic! - Chiyo Tsukidate
- Strike Witches - Francesca Lucchini
- Tantei Opera Milky Holmes - Setsuko Yasubashi (episodio 4)
- Tsuki ga Kirei - Saori Mizuno
- Tsukuyomi: Moon Phase - Hazuki
- Wandaba Style - Ayame Akimo
- Wonderful Precure! - Sumire Nekoyashiki, Zorro Kirarin, Fuku
- Zombie-Loan - Yuuta

### Películas
- Puella Magi Madoka Magica: Rebellion - Homura Akemi

### Drama CD
- Ore no Kanojo to Osananajimi ga Shuraba Sugiru - Natsukawa Masuzu

### Videojuegos
- Eternal Sonata - Marcha
- Fate/Extra - Caster (Tamamo no Mae)
- Fate/Extra CCC - Caster (Tamamo no Mae)
- Fate/Extella - Tamamo no Mae
- Fate/Extella Link - Tamamo no Mae
- Fate/Grand Order - Tamamo no Mae, Tamamo Cat, Boudica, Chloe von Einzbern, Chevalier d'Eon & Koyanskaya (Light & Darkness).
- Danganronpa:Trigger Happy Havoc - Aoi Asahina
- Orianna - League of legends
- Honkai impact 3 - Raiden Mei
- Guns Girls Z - Raiden Mei
- Genshin Impact - Jean Gunnhildr
- Overwatch - Sombra (Doblaje japonés)
- Arknights - Mayer
- Alchemy Stars - Frostfire
- Magia Record - Homura Akemi y Hitagi Senjougahara (Crossover)
- Blue Archive, Wakamo Kosaka
- Aether Gazer - Hades
- Nikke: Goddess of Victory - Dorothy
- Wuthering Waves - Changli

### Doblaje
- Kid vs. Kat - Coop Burtonburger
- The Loud House - Lincoln Loud
- The Casagrandes - Lincoln Loud

## Música
- Interpretó el segundo ending del ONA Koyomimonogatari staple stable.[1] También es el primer opening del anime Bakemonogatari.[2]
- Cantó el primer opening de Nisemonogatari: Futakotome.[3]
- Interpretó fast love y, junto con Shin'ichirō Miki, cantó Kogarashi Sentiment, ambos openings de la serie Monogatari Series Second Season (TV).[4]